# Ludvig Pantzerhielm
Ludvig Gustaf Sigfrid (Sigge) Pantzerhielm, född den 13 november 1819 i Klinte socken, död den 9 maj 1905 i Stockholm, var en svensk sjömilitär. Han tillhörde ätten Pantzerhielm och var far till Hans Pantzerhielm.
Pantzerhielm avlade sjöofficersexamen 1841. Han blev sekundlöjtnant vid flottan samma år och premiärlöjtnant 1849. Pantzerhielm deltog sistnämnda år på Danmarks sida i slesvigska treårskriget. Han befordrades till kaptenlöjtnant 1857, till kapten 1862 och till kommendörkapten 1868. Som sådan tjänstgjorde Pantzerhielm som chef för styrmansdepartementet i Karlskrona 1870–1874. Han övergick till flottans permanenta reserv 1877. Pantzerhielm var kommendant i Karlskrona fästning 1878–1883. Han blev kommendör 1881 och fick avsked ur aktiv tjänst 1884. Pantzerhielm invaldes som ledamot av Örlogsmannasällskapet 1876. Han blev riddare av Svärdsorden 1865 och kommendör av första klassen av samma orden 1889. Pantzerhielm är begravd på Galärvarvskyrkogården i Stockholm.